# Sömmering (Mondkrater)
Sömmering ist ein Einschlagkrater auf der Mondvorderseite am westlichen Rand des Sinus Medii, nordwestlich des Kraters Mösting und südlich von Schröter. Der Krater ist stark erodiert und im Norden und Süden befinden sich zwei große Öffnungen im Wall. Das Innere ist von den Laven der Mare (Mond)ebene überflutet und entsprechend eben.
| Buchstabe | Position          | Durchmesser | Link |
| --------- | ----------------- | ----------- | ---- |
| A         | 1,09° N, 11,14° W | 3 km        |      |
| P         | 2,12° N, 10,37° W | 6 km        |      |
| R         | 1,86° N, 9,89° W  | 17 km       |      |

Der Krater wurde 1935 von der IAU nach dem deutschen Anatomen, Anthropologen, Paläontologen und Erfinder Samuel Thomas von Soemmerring offiziell benannt.